# أليكساندر نيجري
أليكساندر نيجري (بالبرتغالية: Alexandre Negri‏) (27 مارس 1981 في البرازيل - ) هو لاعب كرة قدم برازيلي في مركز حراسة المرمى. شارك مع منتخب قبرص لكرة القدم. أما مع النوادي، فقد لعب مع أريس تسالونيكي ونادي أجاكسيو ونادي أيك لارنكا ونادي بونتي بريتا ويونيفرسيتاتيا كرايوفا ودوكسا كاتوكوبياس ‏ ونادي فورتاليزا وAPOP Kinyras FC ‏.

## وصلات خارجية
- أليكساندر نيجري على موقع قاعدة بيانات كرة القدم.إي يو (الإنجليزية)
- أليكساندر نيجري على موقع Soccerway.com (الإنجليزية)